# أسيبيموكس
أسيبيموكس (بالإنجليزية: Acipimox)‏ هي مادة مشتقة من الناياسين وتستخدم كدواء لتخفيض الكوليسترول .

## الأسماء التجارية
- أولبيتام (Olbetam)

## فعاليته الدوائية
- يخفض إنتاج الكبد للدهون الثلاثية .
- يخفض إنتاج الكبد للايبوبروتين VLDL .

مما يؤدي إلى :
- انخفاض بسيط لمستوى اللايبوبروتين LDL .
- زيادة لمستوى اللايبوبروتين HDL .

## الجرعة
من 500 إلى 750 ملغ يوميا مقسمة على جرعات .

## المحاذير
- لا ينصح باستخدامه في حالات العجر الكلوي .
- قرحة المعدة والإثني عشري .
- الحمل والإرضاع .